# Antonio Colom
Pour les articles homonymes, voir Colom.
Antonio Colom (né le 11 mai 1978 à Bunyola) est un coureur cycliste espagnol, professionnel de 1999 à 2009, année où il fait l'objet d'un contrôle antidopage positif à l'EPO. Coureur à l'aise sur les courses par étapes d'une semaine, il a notamment terminé troisième de Paris-Nice et du Tour du Pays basque en 2006.

## Carrière
Antonio Colóm commence sa carrière chez Amica Chips-Costa de Almeria en 1999 et y reste pendant trois saisons, période durant laquelle il se forge une réputation grandissante en tant que grimpeur, remportant notamment le classement de la montagne de la Semaine catalane en 2001. En 2002, il rejoint l'équipe Relax-Fuenlabrada, où il se révèle en remportant le Tour d'Andalousie. 
En 2004, il signe avec l'équipe  Illes Balears et gagne rapidement le  Challenge de Majorque. Il se classe également deuxième du Tour de la Communauté valencienne. En 2005, il connait à nouveau le succès à Majorque, remportant le Trofeo Calvia. En 2006, il inverse ses résultats de 2004 : il se classe deuxième au classement général du Challenge de Majorque et remporte le Tour de la Communauté valencienne.
En 2007, il rejoint l'équipe Astana et gagne une nouvelle fois à Majorque, avec son succès lors du Trofeo Soller. Sa campagne de 2008 est moins réussie, mais il retrouve le chemin de la victoire au début de la saison 2009 en gagnant une étape et le général du Challenge de Majorque, sous ses nouvelles couleurs de Katusha. Il réalise son meilleur début de saison en remportant dans la foulée une étape du Tour de l'Algarve, devant des coureurs comme Alberto Contador. Le 15 mars, il s'adjuge une étape de  Paris-Nice, où il termine cinquième du classement général. Il prolonge ses bons résultats jusqu'en avril, mois au cours duquel il se classe deuxième du général du Tour du Pays basque, devancé seulement par Contador.
Cependant, le 2 avril 2009, il est contrôlé positif à l'EPO. Son équipe le suspend provisoirement à l'annonce de ce résultat au mois de juin, dans l'attente des conclusions de la contre-expertise. En mai 2010, la fédération espagnole de cyclisme prononce à son encontre une suspension de deux ans et une amende de 46 958 euros. Il perd sa deuxième place au Tour du Pays basque 2009. Il est autorisé à reprendre la compétition en juin 2011. Sa suspension prend fin en juin 2011 mais il ne reprend pas sa carrière à la fin de celle-ci. Colom décide en effet de créer son entreprise qui intervient dans le domaine de l'entraînement et de la préparation physique des sportifs. Il ambitionne également de diriger une équipe cycliste professionnelle.
Par la suite, il devient organisateur de course cycliste et consultant pour sportif. En parallèle de 2011 à 2018, il pratique le triathlon et l'Ironman. Il est également le cousin et entraîneur d'Enric Mas, deuxième du Tour d'Espagne 2018.

## Palmarès
| - 1998 - 2e du Memorial Valenciaga - 2002 - Classement général du Tour d'Andalousie - 2003 - 2e de la Prueba Villafranca de Ordizia - 2004 - 1re étape du Tour de la Communauté valencienne - Classement général du Challenge de Majorque - 2e du Tour de la Communauté valencienne - 2005 - Trofeo Calvia - 2e du Tour de Murcie - 3e du Tour de la Communauté valencienne - 2006 - Tour de la Communauté valencienne : - Classement général - 4e étape - 2e du Trofeo Soller - 3e de Paris-Nice - 3e du Tour du Pays basque | - 2007 - Trofeo Soller - 5e étape du Critérium du Dauphiné libéré - 2009 - Challenge de Majorque : - Classement général - Trofeo Inca - 3e étape du Tour de l'Algarve - 8e étape de Paris-Nice - 2e du Tour du Pays basque - 5e de Paris-Nice |

## Résultats sur les grands tours

### Tour de France
1 participation
- 2007 : exclusion de l'équipe Astana (16e étape)

### Tour d'Espagne
2 participations
- 2002 : abandon (16e étape)
- 2004 : 101e

### Tour d'Italie
1 participation
- 2008 : 25e